# Ḍal
Ḍal (Sindhi: ڊال ḍāl, auch ڊي ḍē; ڊ) ist der 20. Buchstabe des erweiterten arabischen Alphabets des Sindhi. Ḍal besteht aus einem Dal (د) mit einem untergesetzten diakritischen Punkt.
In der arabischen Schrift des Sindhi steht Ḍal für den stimmhaften retroflexen Plosiv [⁠ɖ⁠], sein aspiriertes Gegenstück ist Ḍhal. Das Äquivalent zum Ḍal ist im Devanagari des Sindhi das Zeichen ड, in lateinischen Umschriften wird Ḍal entweder mit ḍ, ḍr oder d́ wiedergegeben. Als Zeichen für die postalveolaren Affrikate war das Zeichen auch in frühen paschtunischen Schriften in Verwendung. Im Arabisch-Tamil (Arwi) steht das Ḍal wie im Sindhi für einen retroflexen Plosiv, der je nach seiner Position im Wort stimmlos oder stimmhaft sein kann. Damit entspricht er dem Zeichen ட் in der Tamil-Schrift.
Das Zeichen ist im Unicode-Block Arabisch am Codepunkt U+068A kodiert.
| Unicode-Codepoint | Unicode-Name                     | Zeichen |
| ----------------- | -------------------------------- | ------- |
| U+068A            | ARABIC LETTER DAL WITH DOT BELOW | ڊ       |